# Bertrand Fabi
Bertrand Fabi était un pilote automobile québécois né le 21 juin 1961 à Sherbrooke, Québec (Canada), mort le 22 février 1986 à Chichester (Sussex de l'Ouest).

## Carrière
Recrue de l'année du championnat canadien de Formule 2000 en 1984, il est, en 1985, champion d'Europe de Formule 2000. Promis à un avenir extrêmement prometteur, certains le voyant déjà comme le digne successeur de Gilles Villeneuve, Bertrand Fabi trouve la mort lors d'essais privés en Formule 3 au circuit de Goodwood en Angleterre le 21 février 1986.
Un trophée à son nom est remis à chaque année au pilote québécois s’étant le plus illustré au niveau international.
Une rue de la ville de Sherbrooke, secteur Rock Forest, porte son nom.